# Löbichau
Löbichau é um município da Alemanha localizado no distrito de Altenburger Land, estado da Turíngia.  Pertence ao Verwaltungsgemeinschaft de Oberes Sprottental.

## Demografia
Evolução da população (em 31 de dezembro):
| - 1994 - 1.291 - 1995 - 1.286 - 1996 - 1.295 - 1997 - 1.325 | - 1998 - 1.329 - 1999 - 1.269 - 2000 - 1.284 - 2001 - 1.255 | - 2002 - 1.268 - 2003 - 1.266 - 2004 - 1.184 |

Fonte: Thüringer Landesamt für Statistik